# Miss Estonia
Miss Estonia (en estonio: Eesti Miss Estonia) fue un concurso de belleza nacional en Estonia. Se encargaba de seleccionar a la representante del país para el concurso Miss Universo hasta 2013.

## Historia
La primera edición de Miss Estonia se llevó a cabo el 27 de abril de 1923 y fue organizada por «Estonia-Film». Sinaida Tamm resultó ganadora frente a las finalistas Antonie Selberg y Helmi Veisrik. Antonie Bergmann fue la ganadora de la segunda edición del concurso. En 1929, el periódico Päevaleht empezó a organizar el concurso. Meeta Kelgo, una trabajadora de 19 años de la fábrica de chocolate «KAWE», fue elegida Miss Estonia el 3 de julio de 1929. En 1930, el concurso Miss Estonia fue organizado por la revista Ilo y Amalie Smager fue elegida como la ganadora el 9 de agosto en el estadio Kadriorg. En 1931, Lilly Silberg, de 24 años, también empleada de la fábrica de chocolate «KAWE», fue elegida Miss Estonia. Silberg compitió en Miss Europa el 5 de febrero de 1931. El 19 de junio de 1932, Nadezda Peedi-Hoffmann, de 21 años, fue elegida Miss Estonia. En 1988, Heli Mets se convirtió en Miss Estonia y Eha Urbsalu fue finalista.
Desde 2014 no se ha coronado a ninguna Miss Estonia. En 2021, surgió una nueva organización para seleccionar representantes de Estonia para Miss Mundo. En 2024, Yuliia Pavlikova, Miss Universo Bulgaria 2023, adquirió la licencia de Miss Universo para Estonia.

## Ganadoras
| Año  | Eesti Miss Estonia     | Notas                 |
| ---- | ---------------------- | --------------------- |
| 1923 | Sinaida Tamm           |                       |
| 1925 | Antonie Bergmann       |                       |
| 1929 | Meeta Kelgo            |                       |
| 1930 | Amalie Smager          |                       |
| 1931 | Lilly Silberg          |                       |
| 1932 | Nadezda Peedi-Hoffmann |                       |
| 1988 | Heli Mets              |                       |
| 1989 | Cathy Korju            |                       |
| 1990 | Liis Tappo             | Miss Mar Báltico 1992 |
| 1991 | Erika Bauer            |                       |
| 1992 | Ruth Merila            |                       |
| 1993 | Lilia Üksvärav         |                       |
| 1994 | Eva Maria Laan         | Miss Mar Báltico 1995 |
| 1995 | Enel Eha               |                       |
| 1996 | Helen Mahmastol        |                       |
| 1997 | Kristiina Heinmets     |                       |
| 1998 | Kadri Väljaots         | Miss Mar Báltico 1999 |
| 1999 | Triin Rannat           |                       |
| 2000 | Evelyn Mikomägi        |                       |
| 2001 | Inna Roos              |                       |
| 2002 | Jana Tafenau           |                       |
| 2003 | Maili Nõmm             |                       |
| 2004 | Sirle Kalma            |                       |
| 2005 | Jana Kuvaitseva        |                       |
| 2006 | Kirke Klemmer          |                       |
| 2007 | Viktoria Azovskaja     |                       |
| 2008 | Kadri Nogu             |                       |
| 2009 | Diana Arno             |                       |
| 2011 | Madli Vilsar           |                       |
| 2012 | Kätlin Valdmets        |                       |
| 2013 | Kristina Karjalainen   |                       |

## Representación internacional

### Miss Universo Estonia
: Declarada como ganadora
     : Terminó como finalista
     : Terminó como una de las semifinalistas o cuartofinalistas
     : Terminó como ganadora de premios especiales
| Año                           | Miss Universo Estonia | Posición en Miss Universo | Premios especiales | Notas                                                                 |
| ----------------------------- | --------------------- | ------------------------- | ------------------ | --------------------------------------------------------------------- |
| 2024                          | Valeria Vasilieva     | No clasificó              |                    | Dirección de Yuliia Pavlikova.                                        |
| No compitió entre 2014 y 2023 |                       |                           |                    |                                                                       |
| 2013                          | Kristina Karjalainen  | No clasificó              |                    |                                                                       |
| 2012                          | Natalie Korneitsik    | No clasificó              |                    | Korneitsik, 1.ª finalista de Miss Estonia 2012, reemplazó a Valdmets. |
| 2012                          | Katlin Valdmets       | No compitió               | No compitió        | Valdmets se retiró por falta de patrocinio.                           |
| 2011                          | Madli Vilsar          | No clasificó              |                    |                                                                       |
| 2010                          | No compitió           | No compitió               | No compitió        | No compitió                                                           |
| 2009                          | Diana Arno            | No clasificó              |                    |                                                                       |
| 2008                          | Julia Kovaljova       | No clasificó              |                    | Kovaljova, 1.ª finalista de Miss Estonia 2008, reemplazó a Nogu.      |
| 2008                          | Kadri Nogu            | No compitió               | No compitió        | Nogu se retiró por motivos desconocidos.                              |
| 2007                          | Viktoria Azovskaja    | No clasificó              |                    |                                                                       |
| 2006                          | Kirke Klemmer         | No clasificó              |                    |                                                                       |
| 2005                          | Jana Kuvaitseva       | No compitió               | No compitió        | No compitió                                                           |
| 2004                          | Sirle Kalma           | No clasificó              |                    |                                                                       |
| 2003                          | Katrin Susi           | No clasificó              |                    |                                                                       |
| 2003                          | Maili Nomm            | No compitió               | No compitió        | No compitió                                                           |
| 2002                          | Jana Tafenau          | No clasificó              |                    |                                                                       |
| 2001                          | Inna Roos             | No clasificó              |                    |                                                                       |
| 2000                          | Evelyn Mikomägi       | Top 10                    |                    |                                                                       |
| 1999                          | Triin Rannat          | No clasificó              |                    |                                                                       |
| 1998                          | Mari Loorens          | No clasificó              |                    |                                                                       |
| 1997                          | Kristiina Heinmets    | Top 10                    |                    |                                                                       |
| 1996                          | Helen Mahmastol       | No clasificó              |                    |                                                                       |
| 1995                          | Enel Eha              | No clasificó              |                    |                                                                       |
| 1994                          | Eva-Maria Laan        | No clasificó              |                    |                                                                       |
| 1993                          | Kersti Tänavsuu       | No clasificó              |                    |                                                                       |

### Miss Mundo Estonia
: Declarada como ganadora
     : Terminó como finalista
     : Terminó como una de las semifinalistas o cuartofinalistas
     : Terminó como ganadora de premios especiales
| Año                           | Miss Mundo Estonia  | Posición en Miss Mundo | Premios especiales    | Notas |
| ----------------------------- | ------------------- | ---------------------- | --------------------- | ----- |
| 2025                          | Eliise Randmaa      | Top 40                 | - Deportes (ganadora) |       |
| 2023                          | Adriana Mass        | No clasificó           | - Talento (Top 14)    |       |
| 2021                          | Karolin Kippasto    | No clasificó           | - Deportes (Top 32)   |       |
| No compitió entre 2008 y 2020 |                     |                        |                       |       |
| 2007                          | Kadi Sizask         | No clasificó           |                       |       |
| 2006                          | Leisi Põldsam       | No clasificó           |                       |       |
| 2005                          | Laura Kõrgemäe      | No clasificó           |                       |       |
| 2004                          | Moonika Tooming     | No clasificó           |                       |       |
| 2003                          | Kriistina Gabor     | No clasificó           |                       |       |
| 2002                          | Triin Sommer        | No clasificó           |                       |       |
| 2001                          | Liina Helstein      | No clasificó           |                       |       |
| 2000                          | Irina Ovtchinnikova | No clasificó           |                       |       |
| 1999                          | Karin Laasmäe       | Top 10                 |                       |       |
| 1998                          | Ly Jürgenson        | No clasificó           |                       |       |
| 1997                          | Mairit Roonsar      | No clasificó           |                       |       |
| 1996                          | Mari-Liis Kapustin  | No clasificó           |                       |       |
| 1995                          | Mari-Lin Poom       | No clasificó           |                       |       |
| 1994                          | Auli Andersalu      | No clasificó           |                       |       |